# Пільтенко Ілля Валерійович
Ілля Валерійович Пільтенко (нар. 20 січня 1993) — український футболіст, захисник канадського клубу «Воркута Б» (Торонто).

## Життєпис
Футболом розпочав займатися 2007 року в луганському ЛВУФК. З 2008 по 2010 рік виступав у ДЮФЛУ за іллічівський «Моноліт» та маріупольський СК «Азовсталь». Дорослу футбольну кар'єру розпочав 2011 року в харківському аматорському клубі «Варяг». Наступного року перебрався до сєвєродонецького «Хіміка», який виступав у аматорському чемпіонаті України. У 2015 році потрапив до клубної структури харківського «Геліоса», але виступав виключно за фарм-клуб «сонячних» — «Геліос-Академія» (8 матчів, 1 гол). У 2015 році перейшов у друголіговий рівненський «Верес», але за команду не гвиступав. Натомість знову захищав кольори сєвєродонецького «Хіміка».
Влітку 2016 року перебрався в «Кремінь», у футболці якого дебютував 10 серпня 2016 року в програному (1:2) поєдинку 2-о попереднього кубку України проти одеського «Реал Фарма». Пільтенко вийшов на поле в стартовому складі, а на 46-й хвилині його замінив Леван Кошадзе. У Другій лізі дебютував 13 листопада 2016 року в нічийному (2:2) виїзному поєдинку 19-о туру проти одеської «Жемчужини». Ілля вийшов на поле на 85-й хвилині, замінивши Левана Кошадзе. Після цього за кременчуцький клуб більше не грав. Під час зимової перерви в сезоні 2016/17 років перейшов в «Енергію». Проте й у новокаховському клубі основним гравцем не став, зіграв 2 поєдинки у Другій лізі. 
Напередодні старту сезону 2017/18 років перейшов у «Нікополь», у футболці якого зіграв 20 матчів у Другій лізі чемпіонату України. Решту сезону провів в аматорському колективі ФСК «Кристал» (Чортків). У липні 2018 року зіграв 2 матчі в Другій лізі України в складі горностаївського «Миру», після чого підсилив представника Суперліги Дніпропетровської області ФК «Перемога» (Дніпро). 
У 2019 році виїхав до Канади, де підписав контракт з представником місцевої Ліги сокеру «Воркута» (Торонто).